# Sanguinheda
Sanguinheda é uma aldeia da freguesia de São Martinho da Cortiça, no município da Arganil, Portugal. Foi vila e sede de concelho entre 1513 e 1836. A sua jurisdição abrangia lugares da actual freguesia de São Martinho da Cortiça e a freguesia de Carapinha. Tinha, em 1801, apenas 347 habitantes. As suas Festas em Honra de Nossa Senhora do Rosário realizam-se durante o mês de Agosto e em conjunto com a vizinha localidade de Catraia dos Poços. No ano de 2012, foi afetada por um grande incêndio florestal.